# からふる☆エデュケーション
『からふる☆エデュケーション』は、雑誌『電撃姫』（メディアワークス）に連載された読者参加企画。

## ストーリー
親戚のコネで、とある学園の教師となった主人公の元に、突然「この学園の理事長代理になってもらう」という通達がされる。実は、主人公は学園の理事長の隠し子であり、彼からの手紙には「学園の女生徒5人の心を掴む事が出来れば理事長に、出来なければ学園から追放する」と書かれていた。
選択の余地も悩む余裕もなく、主人公は女学生たちを“オトす”べく、行動を開始するのだった。

## 概要
『電撃姫』05年12月号、06年1月号に予告掲載。06年2月号から07年1月号まで連載。とある女学園の理事長候補となり、学園の女生徒を攻略していく。
成年誌である『姫』に相応しく、毎回掲載されるショートストーリーには性的な描写が含まれ、それは回を重ねる毎に過激になっていく。こういった内容は、同誌読者参加企画の歴史上、『メイド イン ドリーム』以来となる。
登場人物のうち、メインヒロイン5人の名前には色を連想させる単語が含まれている。これはタイトルの由来にもなっている。
担当イラストレーターのYUKIRINは美少女ゲームの原画家としても活躍しており、企画担当のSOFT CIRCLE PARTHENONは美少女ゲームを制作している同人サークルである。
2007年3月、同誌読者参加企画史上2度目のゲーム化。SOFT CIRCLE PARTHENONが製作した。
本企画連載中に、メインヒロインの1人・妙蓮寺茶恵のフィギュア（原型：サイトウヒール）がコミックとらのあなから発売された。一般販売の通常版は紺のメイド服姿だが、『姫』06年10・11月号で誌上通販された電撃Ver.はメイド服の紺部分がピンク色になり、表情も若干異なる。

## スタッフ
- イラスト：YUKIRIN
- ノベル：兵庫舞
- 企画：SOFT CIRCLE PARTHENON

## 登場人物

### メインヒロイン
並木 紅音（なみき くのん）
CV：安堂りゅう
3月3日生まれ（うお座）の2年生。血液型はA型、身長162cm、スリーサイズは87・57・84。好きな食べ物はカスタードショコラ、趣味はシャワー。一人称は「ボク」、主人公を「せんせい」と呼ぶ。
赤みがかったピンクの髪をツインテールにしている、いつも笑顔の明るい女の子。ラクロス部のエースであり、主人公とは幼馴染の間柄。大学助教授の父に憧れ、教師になりたいと考えており、教師である主人公を「先輩」として尊敬もしている。
反町 藍奈（そりまり あいな）
CV：未来羽
5月17日生まれ（おひつじ座）の2年生。血液型はB型、身長155cm、スリーサイズは78・54・78。好きな食べ物は杏仁豆腐、趣味はパソコン。一人称は「私」、主人公を「アナタ」もしくは「先生」と呼ぶ。
藍色の髪をショートカットにしているツンデレ少女。沈着練成、完璧主義の紅音の親友。ラクロス部に在籍し、コンビとして名を馳せている。
高島 緑咲（たかしま みさき）
CV：青川ナガレ
6月21日生まれ（ふたご座）の1年生。血液型はAB型、身長148cm、スリーサイズは73・53・82。好きな食べ物はバームクーヘン、趣味はコスプレ、漫画を描くこと。一人称は「緑咲ちゃん」「ミサキ」、主人公を「センセー」と呼ぶ。
緑色のショートヘアに人参の髪飾りをつけている、能天気なコスプレイヤー兼同人作家。制服も自分で改造しており、メディアで活躍出来る漫画家兼マルチタレントが夢。努力家だが、それを他人に見せる事はない。
妙蓮寺 茶恵（みょうれんじ さえ）
CV：榊木春乃
9月27日生まれ（てんびん座）の3年生。血液型はA型、身長159cm、スリーサイズは89・55・85。好きな食べ物はレアチーズケーキ、趣味はクラシック観賞、料理。一人称は「わたし」「茶恵」、主人公を「理事長先生」と呼ぶ。
ブラウンのロングヘアにアホ毛が1本生えている、おっとりとした少女。学業の傍ら、学園内のカフェでウェイトレスとして働いている。その為、他のヒロインに比べて、制服姿のイラストが極端に少ない。給仕だけでなく厨房のヘルプもこなすが、ドジでもある。
クリスティーナ・ゴールドレイ（CHRISTINA GOLDLAY）
CV：梅里ミーオ
7月28日生まれ（しし座）の2年生。血液型はO型、身長157cm、スリーサイズは88・54・81。好きな食べ物はストロベリーアイス、趣味はスポーツ選手のサイングッズ集め。一人称は「ワタシ」「ミー」、主人公を「キミ」と呼ぶ。
ロングのブロンドを黒いリボンでツインテールにしている。日米ハーフで父親は大企業の社長。世間知らずでわがままだが、無邪気な一面もある。またファザコン＆ブラコン。チア・リーディング部に所属している。

### その他
主人公
本作の主人公。ゲーム版のデフォルト名は「清一郎」。
住吉 綾香（すみよし あやか）
名前はゲーム版にのみ登場。読参版の予告にも登場したが、連載中は出番が無かった。
眼鏡を掛けた、黒髪のセミロング美人。主人公の補佐をする「私立リバティア女学園」理事長秘書。
東剛巌
名前はゲーム版にのみ登場。
主人公の父親。舞台となる学園の理事長でもある。密かな座右の銘は「英雄、色を好む」。

## ゲーム版
概要
2007年3月25日、同人サークル「SOFT CIRCLE PARTHENON」より発売。週単位でヒロイン5人のスケジュールを決め、理事長の座を目指す。エンディングは、ラブラブ系個別エンド5種、H系個別エンド5種、ハーレムエンド1種の、計11種。
スタッフ
- 原画：YUKIRIN
- シナリオ：兵庫 舞・やまた電脳工房